# Alejandro López de Romaña

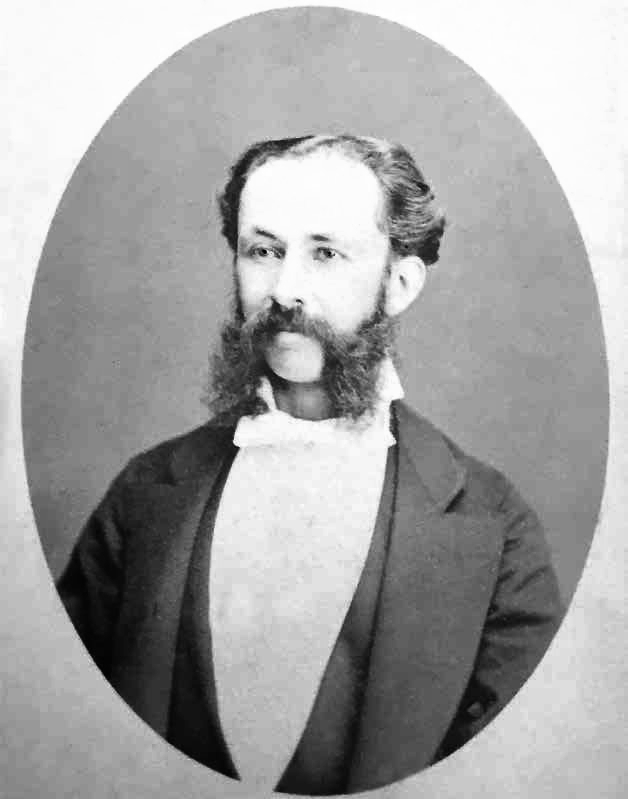
Alejandro López de Romaña

Manuel Fernando Alejandro Arturo López de Romaña Alvizuri (* 26. Februar 1846 in Arequipa; † 9. Februar 1917 ebenda) war ein peruanischer Politiker, der unter anderem 1897 einen Monat lang Premierminister von Peru war.

## Leben

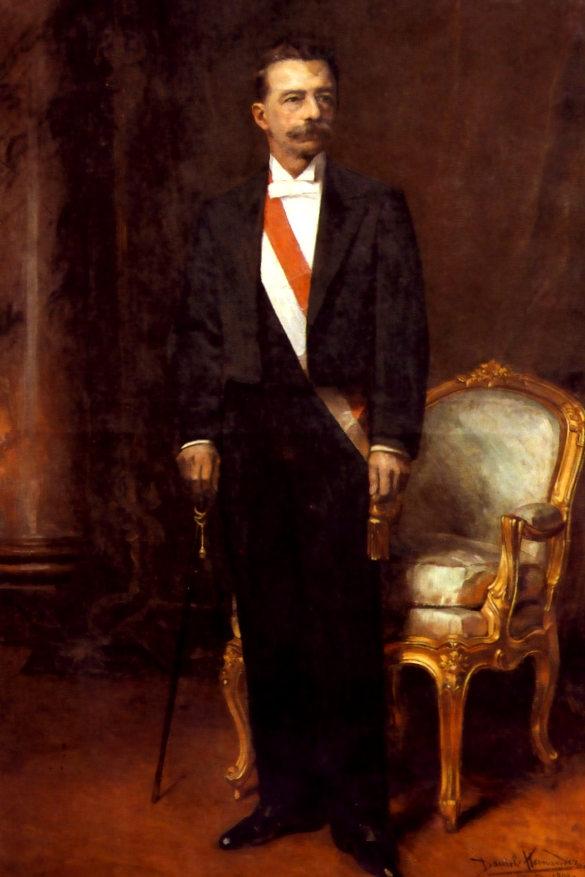
Sein jüngerer Bruder Eduardo López de Romaña war von 1899 bis 1903 Staatspräsident von Peru.

Alejandro López de Romaña Alvizuri wurde in Arequipa als Sohn einer regionalen Aristokratenfamilie geboren und war der Sohn von Juan Manuel López de Romaña und Josefa Alvizuri Bustamante. Sein jüngerer Bruder Eduardo López de Romaña (1847–1912) war von 1899 bis 1903 Staatspräsidenten von Peru. Er absolvierte ein Studium der Rechtswissenschaften und war nach dem Erwerb eines Doktors der Rechte als Rechtsanwalt tätig.
Nachdem er zwischen 1895 und 1897 Präfekt des Departamento de Arequipa war, wurde er am 25. November 1897 von Staatspräsident Nicolás de Piérola als Nachfolger von Manuel Pablo Olaechea Guerrero zum Premierminister von Peru (Presidente del Consejo de Ministros) ernannt. Er bekleidete das Amt allerdings nur knapp einen Monat lang bis zum 23. Dezember 1897 und wurde daraufhin von Enrique de la Riva-Agüero y Looz abgelöst. In seinem Kabinett bekleidete er zwischen dem 25. November und dem 23. Dezember 1897 auch das Amt als Minister für Inneres und Polizei (Ministro de Gobierno y Policía).
Am 28. Juli 1899 wurde López de Romaña Mitglied des Senats (Senador de la República) und vertrat in diesem bis zum 23. Januar 1904 Arequipa. Sein jüngerer Bruder Eduardo López de Romaña gelangte am 8. September 1899 an der Spitze einer Allianz aus Partido Civil und Partido Demócrata ins Präsidentenamt. Ursprünglich war diese Kandidatur Alejandro López de Romaña Alvizuri angetragen worden. Er verzichtete jedoch und zog im Hintergrund die Fäden. Beide jedoch standen für politische Kontinuität und Exklusivität der Eliten.
Aus seiner am 26. Februar 1878 geschlossenen Ehe mit Elena López de Romaña Bermejo gingen vier Kinder hervor, darunter die Tochter María López de Romaña Bermejo, die am 12. Mai 1909 den Diplomaten und Politiker Alberto Rey de Castro y Romaña (1869–1961) heiratete, der unter anderem 1934 ebenfalls Premierminister war, und aus deren Ehe der spätere Abgeordnete Jaime Rey de Castro López de Romaña (1921–1999) hervorging.

## Hintergrundliteratur
- Santiago Martínez: La catedral de Arequipa y sus capitulares, 1931, S. 486 (Onlineversion)